# Ernest Désiré Glasson
Ernest Désiré Glasson, nacido en Noyon el 6 de octubre de 1839 y fallecido en París el 6 de enero de 1907, fue un jurista francés, profesor de derecho procesal civil y especialista en historia del derecho francés, del derecho romano y del derecho comparado.

## Biografía
Estudió en Estrasburgo. Fue profesor de procedimiento civil desde 1867 y decano honorario de la Facultad de Derecho de París en 1899, sucediendo a E. Garsonnet. Fue elegido miembro de la Académie des sciences morales et politiques en 1882. Charles Lyon Caen lo sucedió como decano de la Facultad de Derecho.
Su esposa, de soltera Colmet-Dâage, murió en 1904. Su funeral se realizó en la iglesia Saint-Étienne-del-Mont y fue enterrado en el cementerio de Montparnasse.

## Principales publicaciones
- Du Droit d'accroissement entre co-héritiers et entre co-légataires, en droit romain. Droit de rétention, sous l'empire du Code Napoléon (1862)
- Du Consentement des époux au mariage (1866)
- Étude sur les donations à cause de mort (1870)
- Éléments du droit français, considéré dans ses rapports avec le droit naturel et l'économie politique (2 volumenes, 1875)
- Le Mariage civil et le divorce dans les principaux pays de l'Europe, précédé d'un aperçu sur les origines du droit civil moderne, étude de législation comparée (1879)
- Les Sources de la procédure civile française (1882) Texto en línea
- Histoire du droit et des institutions politiques, civiles et judiciaires de l'Angleterre, comparés au droit et aux institutions de la France, depuis leur origine jusqu'à nos jours (6 volumenes, 1882-1883)
- Étude sur Gaius et sur quelques difficultés relatives aux sources du droit romain (1885)
- Le Code civil et la question ouvrière, E. Pichon, (1886)
- Histoire du droit et des institutions de la France (8 volumenes, 1887-1903)
- Code de procédure civile pour l'empire d'Allemagne, traduit et annoté par Ernest Désiré Glasson, Eugène Lederlin, François-Rodolphe Dareste de La Chavanne (1887)
- Le Parlement de Paris, son rôle politique depuis le règne de Charles VII jusqu'à la Révolution (1901) ; Reedición : Slatkine, Genève, 1974.
- Précis théorique et pratique de procédure civile, par E. Glasson, avec le concours, au point de vue pratique, de P. Colmet-Daage (2 volumese, 1902)
- Précis élémentaire de l'histoire du droit français (1904)